# Cueva de la Campsa
La cueva de la Campsa es una cueva artificial sita en el barrio almeriense de La Chanca. Fue usada inicialmente como un escondite para la ocultación de combustibles y, posteriormente, sirvió como refugio durante la Guerra Civil Española tanto para personas como para mercancías. En los últimos tiempos ha servido también como lugar para el cultivo de champiñones. Se encuentra en las inmediaciones del barranco de Greppi.
En la actualidad se encuentra abandonada, con su entrada casi taponada excepto por una oquedad de unos 60 cm de altura, y con una entrada cubierta de escombros y basuras. Tras un descenso de unos 50 metros, da paso a una larga serie de galerías, algunas de gran tamaño. Hay referencias que aseguran que alguna de sus galerías se extiende hasta Aguadulce, aunque se encuentran impracticables debido a un derribo provocado por un seísmo.

## Origen del nombre

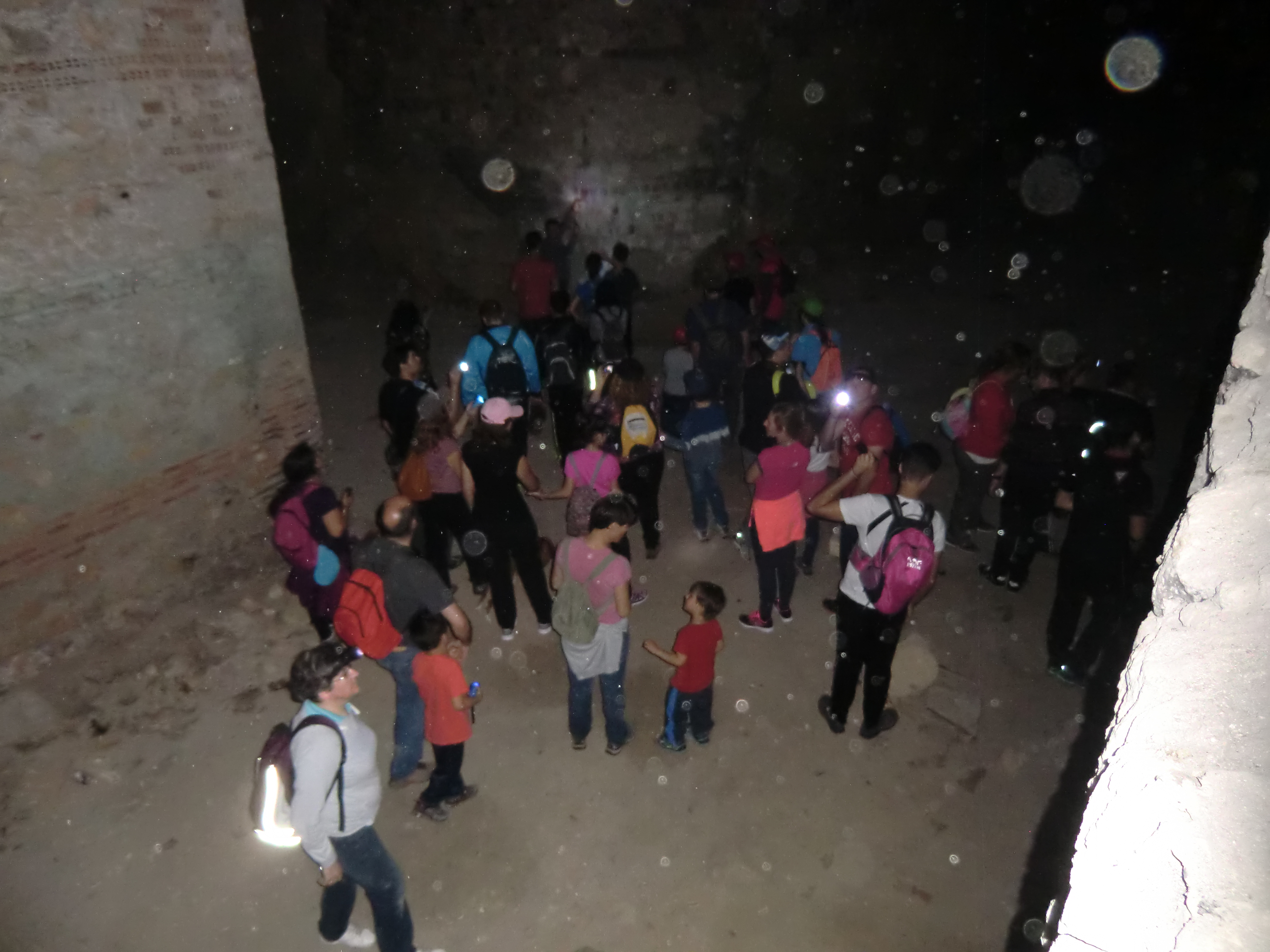
Interior del refugio

Durante el bombardeo de Almería, acaecido en 1937 en el escenario de la Guerra Civil Española, los depósitos de combustible del puerto de Almería fueron destruidos, generando un incendio que duró, según fuentes, entre tres días y una semana. Para evitar que volviera a pasar, la empresa propietaria de dichos depósitos, Campsa, empezó a almacenar los barriles de combustibles dentro de esta cueva. El continuo llegar de camiones rotulados con el nombre de esta empresa provocó que los vecinos bautizaran a la cueva con ese nombre.

## Como atracción turística
Se ha propuesto en varias ocasiones el convertir esta ubicación en una atracción turística, pero el hecho de que se encuentren localizadas en el corazón de un barrio marginal han frenado las propuestas. Tan solo se realizan excursiones periódicas guiadas por personas residentes en la zona.